# 莫哈維城 (亞利桑那州)
莫哈維城（英語：Mojave City）是位於美國亞利桑那州莫哈維縣的一個非建制地區。該地的面積和人口皆未知。

## 地理
莫哈維城的座標為35°02′24″N 114°37′23″W / 35.04000°N 114.62306°W，而該地的平均海拔高度為153米（即502英尺）。